# Médecine humanitaire
La médecine humanitaire  s’adresse à des populations marginalisées, éprouvées par une crise ou privées d’accès aux soins. Elle n'a d'autre objectif que de se rendre utile.  La médecine s’inscrivant dans un parcours personnel, professionnel mais également idéologique qui évolue au fil du temps et qui n’est pas généralisable.

## Histoire
Elle peut avoir commencé avec les Hospitaliers vers le XIIe siècle.
Lors de leurs croisades, les Hospitaliers construisent des hospices pour les indigents et les croisés. 
Les plus grands hôpitaux seront construits à Jérusalem, à Saint-Jean-d'Acre, à Rhodes puis à Malte.
Pour éviter les épidémies :
- les malades sont un par lit, voire par chambre à l'époque une tenture en toile ;
- les draps peuvent être changés tous les trois jours ;
- la quarantaine est utilisée ;
- les médecins sont juifs ou arabes qui tirent leurs connaissances des grecs.

À la même époque, les hôpitaux européens sont très en retard sur ces méthodes.

## Époque contemporaine
Selon le devoir d'ingérence, il faut soigner et témoigner, parler, dénoncer les atrocités qui se produisent dans le monde : c'est un devoir pour les médecins, au même titre que porter assistance, distribuer des vivres et délivrer des soins[réf. à confirmer].

## Croix-Rouge
- Comité international de la Croix-Rouge humanitaire s'occupe de protéger la vie et la dignité des victimes de conflits armés et d'autres situations de violence, et de leur porter assistance.
- Fédération internationale des Sociétés de la Croix-Rouge et du Croissant-Rouge humanitaires, (sans conflits armés, sans situations de violence) s'occupe de l'organisation des secours en cas de catastrophes, de la préparation aux catastrophes, de l'aide médicale communautaire et du développement des capacités locales.
- Mouvement international de la Croix-Rouge et du Croissant-Rouge.

### French doctors
L'expression telle qu'elle est actuellement comprise fait référence aux French Doctors, c'est-à-dire à la création des Médecins sans frontières par Bernard Kouchner et quelques-uns de ses amis à la suite d'une scission avec le Comité international de la Croix-Rouge[réf. à confirmer].

### African doctors
L'ONG ALIMA, formée en 2009 par d'anciens cadres de Médecins sans frontières, a fondé sa structure sur l'alliance de médecins africains ("Africain Doctors") issus des terrains d'intervention de la structure. 

## Sources
- Bruno Halioua, L'Histoire de la médecine Pour les Nuls
- Olivier Weber, French doctors : l'épopée des hommes et des femmes qui ont inventé la médecine humanitaire, R. Laffont, 1995, 585 pages

#### En français
- Rony Brauman, La médecine humanitaire, Presses universitaires de France, coll. « Que sais-je ? », 2009  (ISBN 9782130578239)
- Nago Humbert, Médecine humanitaire, volume 49 de SNM news : bulletin officiel de la Société neuchâteloise de médecine, date ?
- Anne Leplatois, Médecine humanitaire: vers une professionnalisation ?, éditeur ?, date ?
- Alexandra Buffler, La Médecine humanitaire dans les pays en voie de développement. Exemple Malgache, éditeur ?, date ?
- Alain Delbos, Partir : guide pratique de médecine humanitaire, éditeur ?, date ?  (ISBN 9782708999015)